# Glennies Creek Dam
Glennies Creek Dam är en dammbyggnad i Australien. Den ligger i kommunen Singleton och delstaten New South Wales, i den sydöstra delen av landet, omkring 170 kilometer norr om delstatshuvudstaden Sydney.
Runt Glennies Creek Dam är det mycket glesbefolkat, med 4 invånare per kvadratkilometer.. Närmaste större samhälle är Bridgman, omkring 13 kilometer sydväst om Glennies Creek Dam. 
I omgivningarna runt Glennies Creek Dam växer huvudsakligen savannskog. Genomsnittlig årsnederbörd är 1 103 millimeter. Den regnigaste månaden är februari, med i genomsnitt 195 mm nederbörd, och den torraste är maj, med 39 mm nederbörd.